# 澳門創作人協會
澳門創作人協會，又名「澳門．腦人」。為澳門不同範疇創作人組成的非牟利組織，於2005年8月25日成立，並在2006年6月正式立案註冊，現任會長為創作人吳兆妍。
主要透過各項實體創作項目、網絡交流、比賽等活動，集合不同範疇的澳門創作人力量，共同推動創意工業。

## 創作計劃
- 《澳門聖誕 2005》

2005~2006年度創作項目《澳門．聖誕．2005》是一齣獨立短片，內容探索澳門創作人所面對的環境和衝擊，影片先後在澳門、台灣及大陸上映，並入選成為波蘭電影節 Festiwal POL-8 觀摩短片、以及塞爾維亞的 ALTERNATIVE FILM/VIDEO 2006 實驗電影展。
- 《未命名的章節》

2007~2008年度創作項目《未命名的章節》是本擁有印刷及網上版本的書籍，通過文字、音樂、畫作及影像保存澳門現存但已碩果僅存的人事景物和生活片段，展示澳門的情懷和風土人情。
- 《回問》

2008~2009年度創作項目《回問》是一張CD/DVD音樂合輯，通過音樂、錄像、美術及文字真實反映這個時代澳門人的內心世界、生活習性和獨有文化，探討在這個變奏的時代，澳門人如何定位自身的角色。歌曲道出澳門人的心聲，得到大眾的認同。